# Traduccions llatines del segle XII

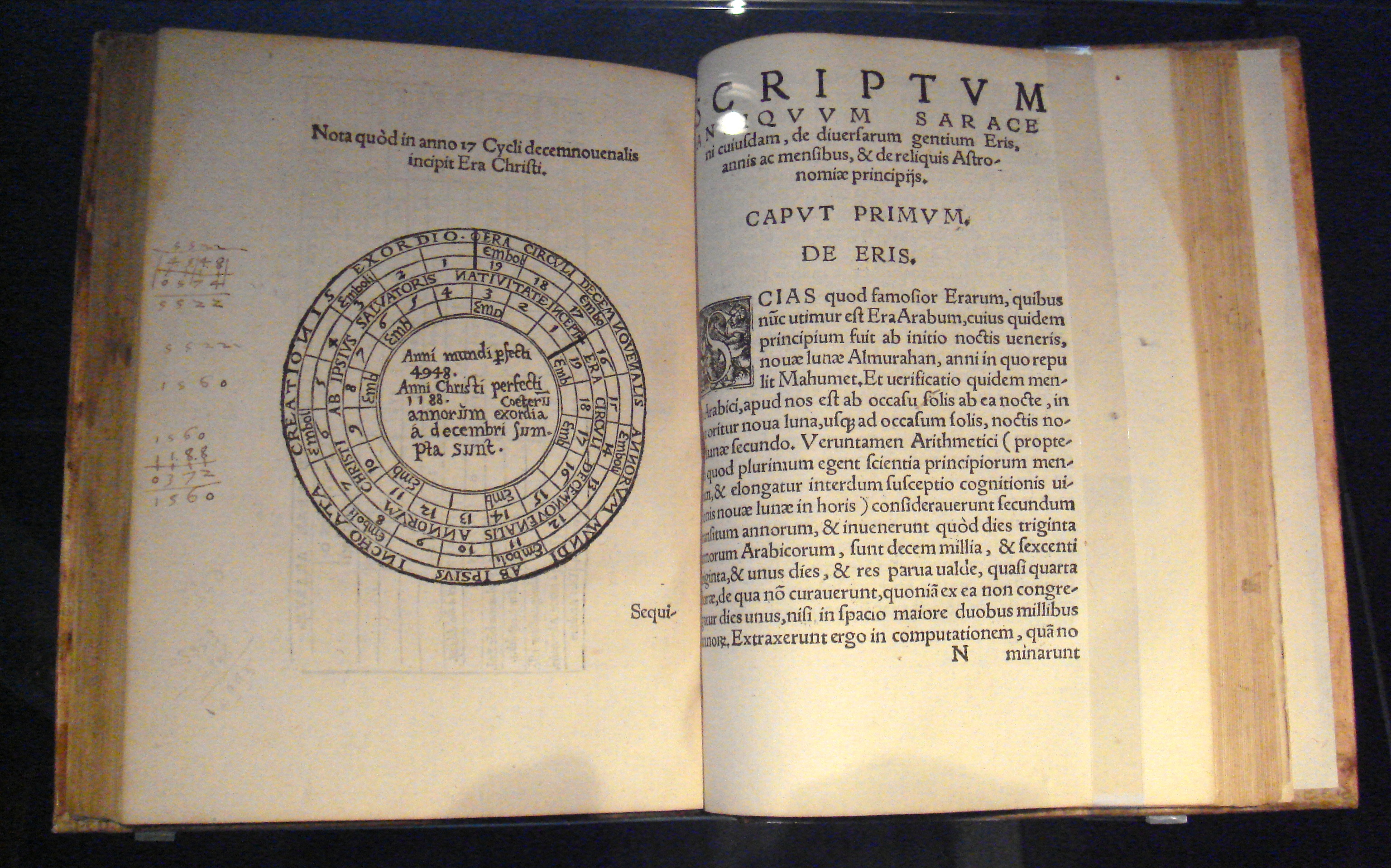
L´obra d'Albohali De Iudiciis Natiuitatum va ser traduïda al llatí per Plató de Tivoli el 1136, i novament per Johannes Hispalensis el 1153. Aquí teniu l'edició de Nuremberg de la traducció de Johannes HIspalensis, 1546.

Les traduccions llatines del segle XII van estimular una important recerca dels investigadors europeus a través de nous coneixements que no existien a l'Europa occidental en aquell moment. La seva cerca els va portar a zones del sud d'Europa, particularment al centre de la Península Ibèrica: Toledo, i a Sicília, que recentment havien passat a domini cristià després de la seva reconquesta a finals del segle xi. Aquestes zones havien estat sota un domini musulmà durant molt de temps i encara tenien poblacions importants de parla àrab que permetien donar suport a la seva cerca. La combinació de coneixements acumulats per part del món musulmà, un nombre substancial d'erudits de parla àrab i els nous governants cristians van fer que aquestes zones fossis intel·lectualment atractives i accessibles política i culturalment, per als estudiosos llatins. Una història típica és la de Gerard de Cremona (c. 1114–87), que es diu que va fer el seu camí a Toledo, després de la reconquesta dels cristians el 1085, perquè
Mentre els musulmans estaven ocupats de traduir i afegir les seves pròpies idees a les filosofies gregues. A l'Oest llatí s'havia confratetnitzat amb les idees paganes. Sant Jeroni, per exemple, era hostil a Aristòtil, i Sant Agustí tenia poc interès a explorar la filosofia, només aplicant la lògica a la teologia. Durant segles, les diferents idees gregues a l'oest d'Europa, eren conegudes però inexistents. Només uns quants monestirs tenien obres gregues, i encara menys alguns copiaren aquestes obres.
Hi va haver un breu període de renaixement, quan el monjo anglosaxó Alcui i altres van reintroduir algunes idees gregues durant el Renaixement carolingi. No obstant això, després de la mort de Carlemany, la vida intel·lectual va tornar a caure. Excepte per alguns pensadors que promouen Boeci, com Gerbert d'Aurillac, amb el pensament filosòfic que es va desenvolupar poc a Europa durant uns dos segles. Al segle xii, però, el pensament escolàstic començava a desenvolupar-se, donant lloc a l'auge de les universitats a tot Europa. Aquestes universitats van reunir el poc pensament grec que s'havia conservat al llarg dels segles, incloent-hi els comentaris de Boeci sobre Aristòtil. També van servir de llocs de discussió sobre noves idees que provenien de les traduccions de l'àrab a tot Europa.
Al segle xii, la por europea de l'islam com a amenaça militar s'havia reduït força. Toledo, havia caigut de mans àrabs el 1085, Sicília el 1091 i Jerusalem el 1099. Aquests territoris de confluències lingüístiques van ser un terreny fèrtil per als traductors. Els espais esmentats, havien estat conquerits pels pobles de parla àrab, grega i llatina al llarg dels segles i incorporaven habilitats lingüístiques de totes aquestes cultures. La petita i poc popular població dels regnes croats va contribuir molt poc als esforços de traducció, fins que la Quarta Croada va prendre la major part de l'Imperi Romà d'Orient. Sicília, encara en bona part de parla grega, era més productiva: havia vist el domini dels romans d'Orient, àrabs i italians, i molts parlaven grec, àrab i llatí. Els sicilians, tanmateix, van ser menys influïts pels àrabs i, en canvi, es van apuntar més per les seves traduccions directament del grec al llatí. D'altra banda, Espanya va ser un lloc idoni per a la traducció de l'àrab al llatí a causa de la rica combinació de les cultures llatina i àrab que vivien colze a colze.
A diferència de l'interès per la literatura i la història de l'antiguitat clàssica durant el Renaixement, els traductors del segle xii van buscar nous textos científics, filosòfics i, en menor mesura, religiosos. Aquesta preocupació es va reflectir en un interès renovat per les traduccions dels Pares de l'Església grega al llatí, una preocupació per traduir els ensenyaments jueus de l'hebreu, i un interès en l'Alcorà i altres textos religiosos islàmics. A més, també es va traduir al llati alguns textos de la literatura àrab.

## Traductors a Itàlia
Just abans de l'esclat de les traduccions al segle xii, Constantí l'Africà, un cristià de Cartago que va estudiar medicina a Egipte i que finalment es va convertir en monjo al monestir de Monte Cassino a Itàlia, va traduir obres mèdiques de l'àrab. Entre les nombroses traduccions de Constantí es trobava la enciclopèdia mèdica d'Ali ibn Abbas al-Majusi El llibre complet de l'art mèdic (conegut com a Liber pantegni); l'antiga medicina d'Hipòcrates i Galen segons la adaptació dels metges àrabs; i la Isagoge ad Tegni Galeni de Hunayn ibn Ishaq (Johannitius) i el seu nebot Hubaysh ibn al-Hasan. Altres obres mèdiques que es van traduir comprenen el Liber febribus d'Isaac israelià ben Solomon, el Liber de dietis universalibus et particularibus i el Liber d'urinis. També obres sobre psicologia islàmica d'Ishaq ibn Imran al-Maqala fi al-Malikhukiya com la seva De melancolia ; i per erudit Ibn Al-Jazzar, que va escriure De Gradibus, Viaticum, Liber de stomacho, De elephantiasi, De coitu i De l'oblivione.
Sicília, que havia estat part de l'Imperi Romà d'Orient fins al 878, va estar sota control musulmà des del 878–1060, i va passar al control normand entre el 1060 i el 1090. Com a conseqüència, l'administració normanda al Regne de Sicília va mantenir una burocràcia trilingüe, cosa que el va convertir en un lloc ideal per a les traduccions. Sicília també va mantenir relacions amb l'orient grec, cosa que va permetre l'intercanvi d'idees i manuscrits.

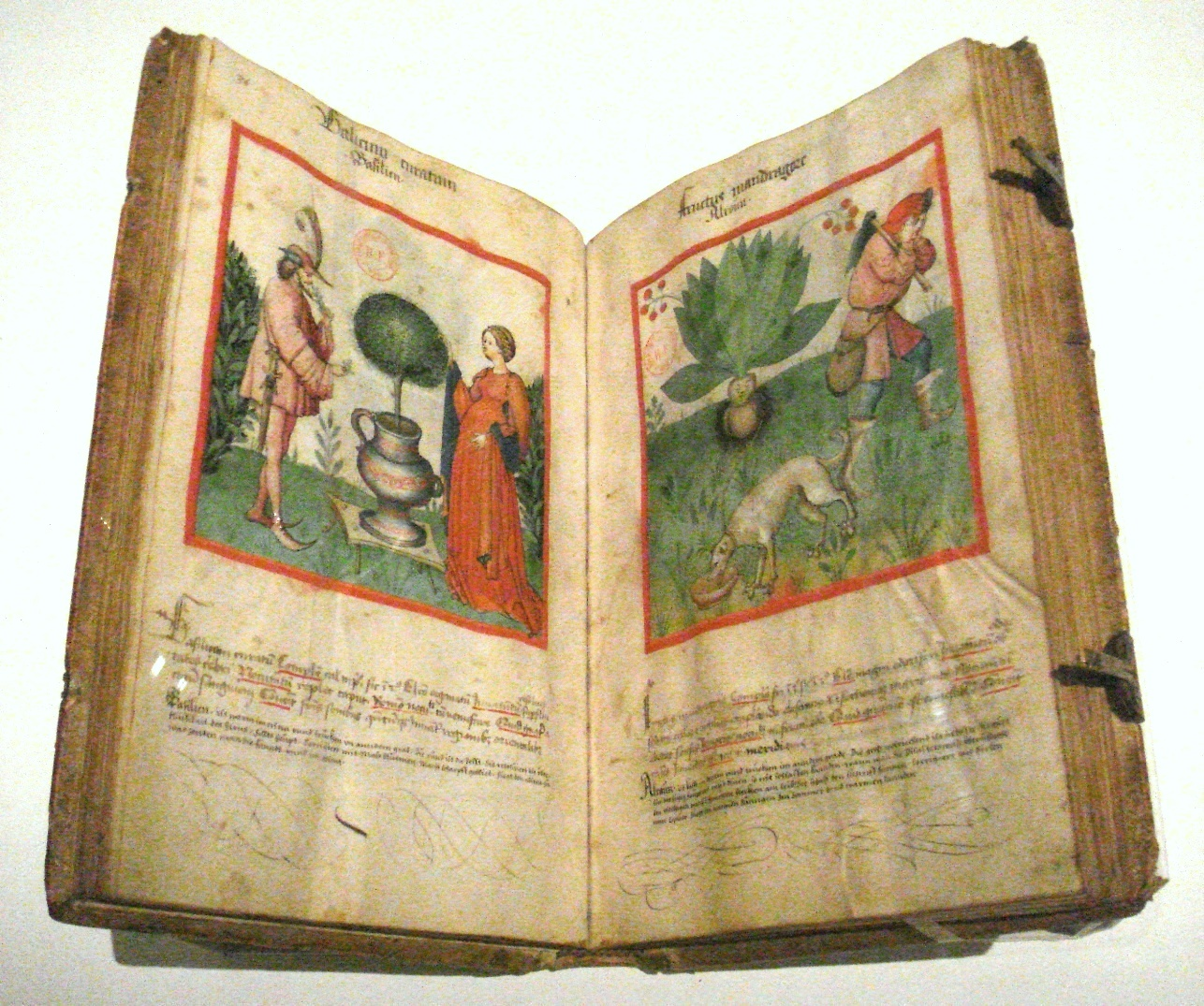
Ibn Butlan, Tacuinum sanitatis, Renània, segona meitat del.

Una còpia de Almagest de Ptolemeu fou retornada a Sicília per Henricus Aristippus, com a regal de l'emperador al rei Guillem I. El propi Aristippus va traduir l'obra de Plató Menó (diàleg) i Fedó a el llatí, però va deixar que un estudiant anònim de Salern viatgés a Sicília i traduís l' Almagest, així com diverses obres de Euclides, del grec al llatí. Tot i que els sicilians generalment traduïen directament del grec, quan els textos grecs no estaven disponibles, es traduirien de l'àrab. L'almirall Eugeni de Sicília va traduir l'Òptica de Ptolemeu al llatí, aprofitant el seu coneixement dels tres idiomes a l'obra. Les traduccions de l'Accursius de Pistoia van incloure les obres de Galè i Hunayn ibn Ishaq. Gerard de Sabloneta va traduir el Cànon de la medicina d'Avicenna, i Almansor d'Al-Razi. Fibonacci va presentar el primer compte europeu complet del sistema de numeració hindú-àrab de fonts àrabigues en el seu Liber Abaci (1202). L' Aphorismi de Joan Mesué (el Vell) va ser traduït per un traductor anònim a la Itàlia de finals del segle xi o principis del segle xii.
Jaume de Venècia, que probablement va passar alguns anys a Constantinoble, va traduir les Anàlisis posteriors d'Aristòtil del grec al llatí a mitjan segle xii, Amb aquesta traducció es completava el corpus lògic aristotèlic, i l' Organon, es feia disponible al llatí per primera vegada.
A la Pàdua del segle xiii, Bonacosa va traduir l'obra mèdica d'Averroes Kitab al-Kulliyyat com a Colliget, i Joan de Capua va traduir el Kitab al-Taysir d'Ibn Zuhr (Avenzoar) com a Theisir. A la Sicília del segle xiii, Faraj ben Salem va traduir Al-Hawi de Rhazes com a Continens i a Tacuinum sanitat d' Ibn Butlan. També a la Itàlia del segle xiii; Simó de Gènova i Abraham Tortuensis van traduir Al-Tasrif d'Abulcasis com a Liber servitoris, Congregatio sive liber de oculis d'Alcoati i el Liber de simplicibus medicinis per un pseudo-Serapion

## Traductors a la frontera dels regnes ibèrics
Ja a finals del segle x, els erudits europeus van viatjar a la Península Ibèrica per investigar. Entre els més destacats va ser Gerbert d'Aurillac (després papa Silvester II) que va estudiar matemàtiques a la regió de la Marca Hispànica al voltant de Barcelona. Les traduccions, però, no van començar a Espanya fins després del 1085 quan Toledo va ser reconquerida pels cristians. Els primers traductors a Espanya es van centrar molt en treballs científics, especialment matemàtiques i astronomia, amb una segona àrea d'interès incloent l'Alcorà i altres textos islàmics. Les col·leccions espanyoles incloïen moltes obres acadèmiques escrites en àrab, de manera que els traductors treballaven gairebé exclusivament de l'àrab, més que en els textos grecs, sovint en cooperació amb un població local de parla àrab.
Un dels projectes més importants de traducció va ser patrocinat per Pere el Venerable, l'abat de Cluny. El 1142 va fer una crida a Robert de Ketton i a Herman de Caríntia, Pere de Poitiers, i a un musulmà conegut només com a "Mahoma" per produir la primera traducció llatina de l'Alcorà (el Lex Mahumet pseudoprophete).
Es van produir traduccions a tota la Península Ibèrica i Provença. Plató de Tívoli va treballar a Catalunya, Herman de Caríntia al nord d'Espanya i a través dels Pirineus al Llenguadoc, Hugh de Santalla a Aragó, Robert de Ketton a Navarra i Robert de Chester a Segòvia. El centre més important de traducció va ser la gran biblioteca catedralícia de Toledo.
Les traduccions de Plató de Tivoli al llatí inclouen l'obra astronòmica i trigonomètrica d'al-Battani, De motu stellarum, Abraham bar Hiyya, Liber embadorum, Theodosius of Bithynia, Spherica i la Mesura d'un cercle d'Arquimedes. Les traduccions del llatí de Robert de Chester incloïen l'algebra d'al-Khwarizmi i les taules astronòmiques, que també contenen taules trigonomètriques. Entre les traduccions d 'Abraham de Tortosa destaquen De Simplicibus, Ibn Sarabi (Serapion el Jove) i Abulcasis, Al-Tasrif, com a Liber Servitoris. El 1126, el Gran Sindhind de Muhammad al-Fazari, traduïa el Surya Siddhanta i Brahmasphutasiddhanta, basat en obres en sànscrit al llatí, de Brahmagupta.
A més de la literatura filosòfica i científica, l'escriptor jueu Petrus Alphonsi va traduir al llatí una col·lecció de 33 contes de la literatura àrab. Alguns dels contes que va inspirar eren de Les mil i una nits i Panchatantra, com el cicle de contes de " Les aventures de Sindbad ".

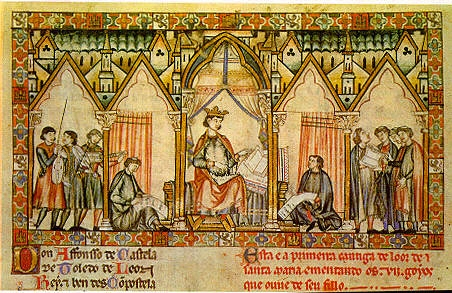
El rei Alfons X (el Savi) representat a las Siete Partidas

### L'Escola de Traductors de Toledo
Toledo, amb una gran població de cristians de parla àrab (mossàrabs) havia estat un important centre d'aprenentatge des del final del segle x, quan els estudiosos europeus van viatjar a Espanya per conèixer temes que no estaven fàcilment disponibles a la resta de Europa. Entre els primers traductors de Toledo hi havia un Avendauth, que alguns han identificat amb Abraham ibn Daud, que va traduir l'enciclopèdia d'Avicenna, el Kitāb al-Shifa (El llibre de la sanació), en col·laboració amb Domingo Gundisalvo, ardiaca de Cuéllar. Els esforços de traducció a Toledo sovint es magnifiquen en una "escola de traducció". No obstant això, la representació de l'activitat de traducció de Toledo crea un fals sentit que va sorgir una escola formal al voltant de l'arquebisbe Raymond. Només una traducció, de Joan de Sevilla, es pot dedicar definitivament a l'arquebisbe. És més exacte considerar Toledo com un entorn bilingüe geogràficament on els interessos locals eren favorables als esforços de traducció, cosa que el converteix en un lloc pràctic i atractiu per al treball dels traductors. Com a resultat, molts traductors es van convertir actius a la zona, i Toledo es va convertir en el focus de l'activitat de traducció.

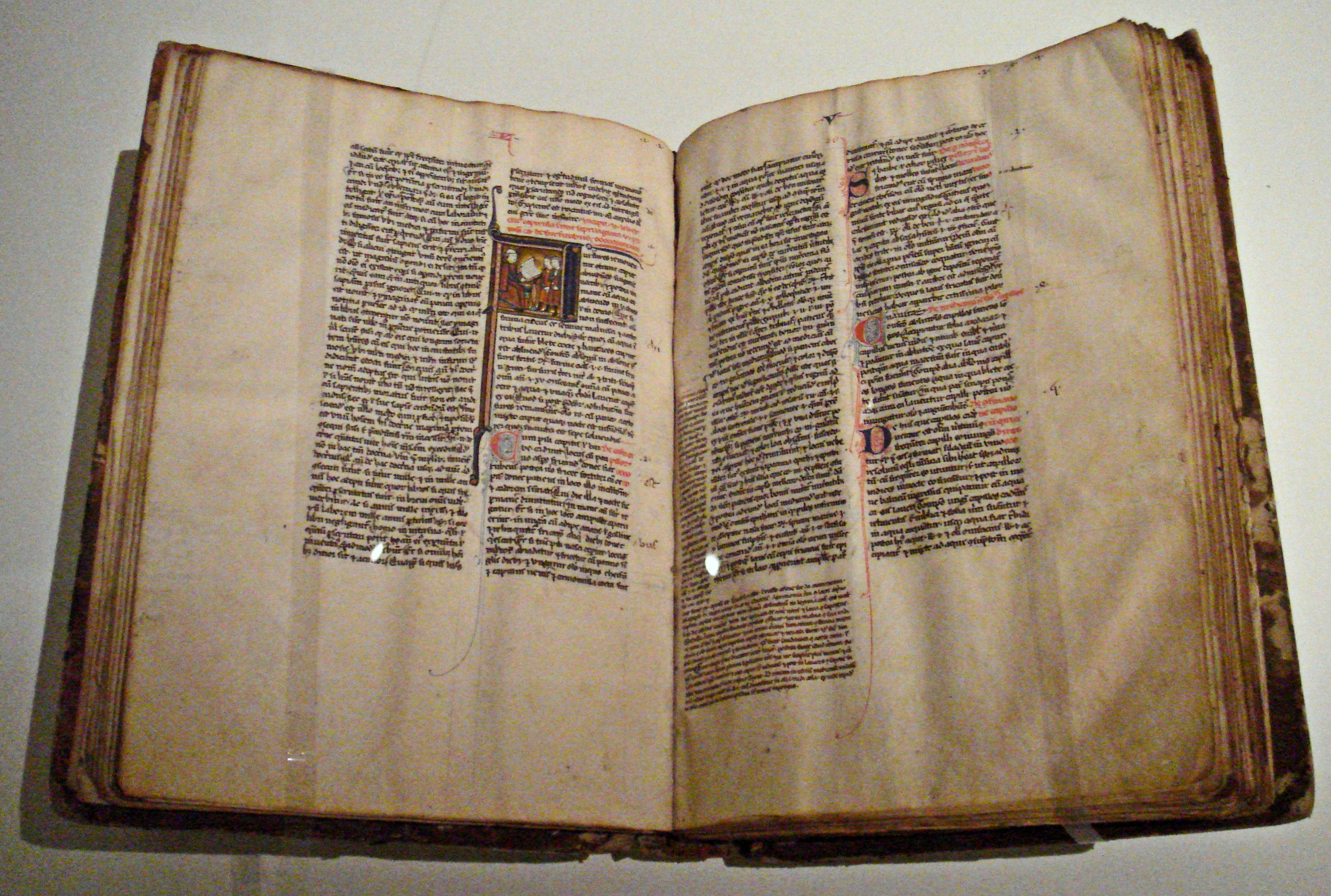
El Recueil des traités de médecina d'Al-Razi traduït per Gerard de Cremona, segona meitat del.

No obstant això, els esforços de traducció no es van organitzar adequadament fins que Toledo va ser reconquerida per les forces cristianes el 1085. Raymond de Sauvetat va iniciar els primers esforços de traducció a la biblioteca de la Catedral de Toledo, on va dirigir un equip de traductors que incloïa toledans mossàrabs, erudits jueus, professors de la madrassa i monjos de l'Orde de Cluny. Van treballar en la traducció de moltes obres de l'àrab al castellà, del castellà al llatí, o directament de l'àrab al llatí o grec. També van posar a disposició textos importants de filòsofs àrabs i hebreus que l'arquebisbe va considerar important per a la comprensió d'Aristòtil. Com a resultat de les seves activitats, la catedral es va convertir en un centre de traduccions coneguts com l'Escola de Traductors de Toledo, que estava en una escala i importància no igualada en la història de la cultura occidental.

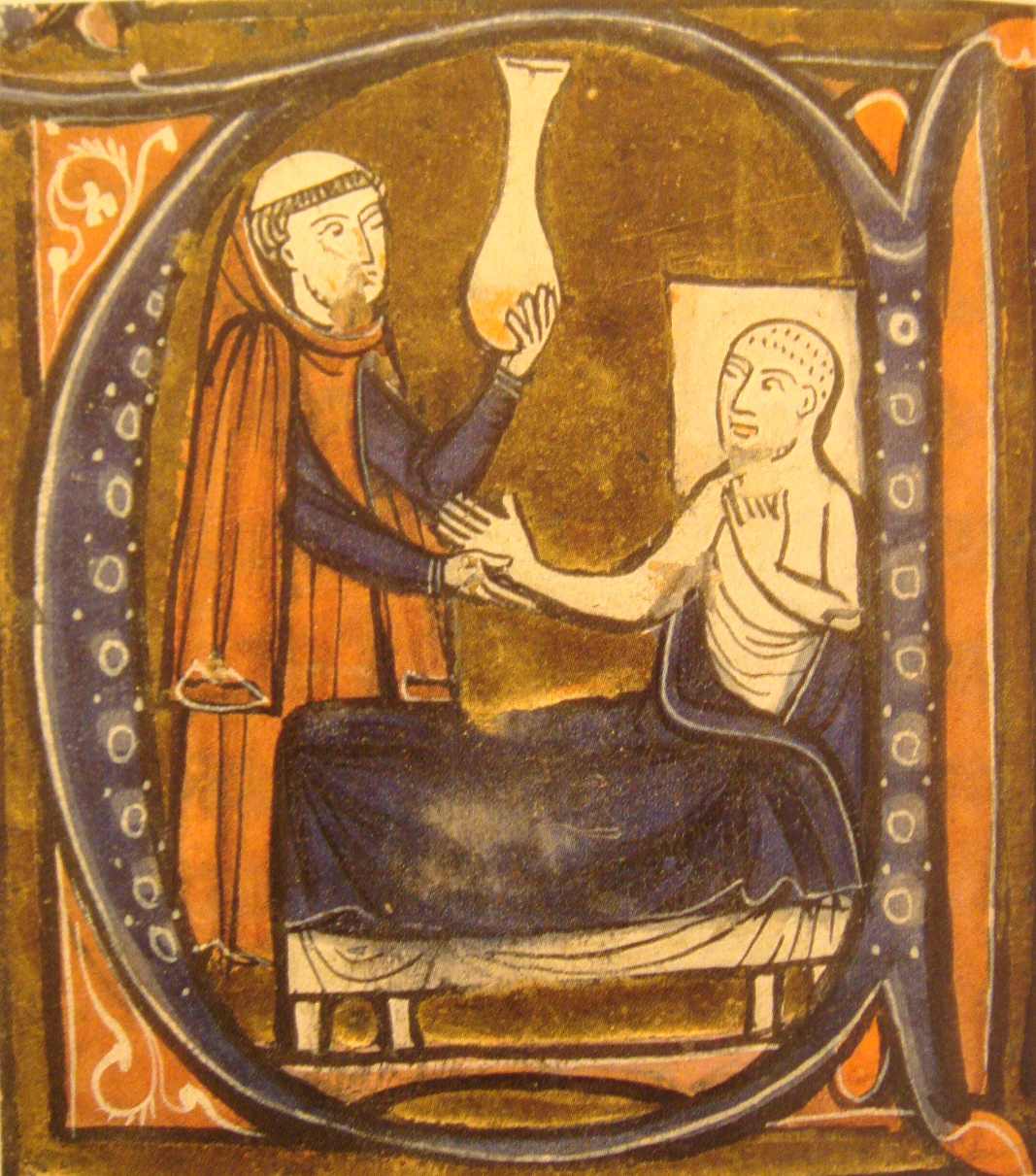
Representació del metge persa Al-Razi, al "Recueil des traités de médecine" de Gerard de Cremona, 1250–1260.

El més productiu dels traductors de Toledo en aquells moments era Gerard de Cremona, que va traduir 87 llibres, incloent l'Almagest de Ptolemeu, moltes de les obres de Aristòtil, incloent la seva Analítica Posterior, Física, Sobre el cel, Sobre la generació i la corrupció i Meteorologia. També obres d'erudits àrabs com Compendi de càlcul per reintegració i comparació d'al-Khwarizmí; En la mesura el cercle d'Arquímedes; Elements de la geometria d'Euclides; l'obra de Jàbir ibn Àflah Elementa Astronomica, Optica, d'Al-Kindi, Els elements de l'astronomia i moviments celestials d'al-Farghaní, Sobre la classificació de les Ciències d'al-Farabí, la Química i Medicina d'ar-Razí (Rhazes), les obres de Thàbit ibn Qurra i Hunayn ibn Ishaq, i les obres d'az-Zarkali, Jàbir ibn Àflah, Banu Mussa, Abu-Kamil Xujà, Abu-al-Qàssim az-Zahrawi i Ibn al-Hàytham (que no inclouen el Llibre d'òptica, perquè el catàleg de les obres de Gerard de Cremona no hi figura aquest títol). En la recopilació de Risner del Thesaurus de Opticae Septem Libri inclou també una obra de Witelo i també De Crepusculis, que Risner va atribuir erròniament a Alhacen i que va ser traduïda per Gerard de Cremona). Les obres mèdiques que va traduir inclouen l'Expositio ad Tegni Galeni de Haly Abenrudian (Alí ibn Ridwan); el Practicum, Brevarium medicine de Yuhanna ibn Sarabiyun (Serapion); De Gradibus d'al-Kindí; Liber ad Almansorem, Liber divisionum, Introductio in medicinam, De egritudinibus iuncturarum, Antidotarium i Practica puerorum de Rhazes; De elementis i De definitionibus d'Isaac Israeli ben Solomó; At-tasrif d'Abulcasis com a Chirurgia; El Cànon de la medicina d'Avicenna com a Liber Canonis; i el Liber de medicamentis simplus d'Ibn Wafid. Al final del segle xii i principis del XIII, Marcos de Toledo va traduir l'Alcorà, una vegada més, i diverses obres mèdiques. També va traduir l'obra mèdica de Hunayn ibn Ishaq Liber isagogarum.
Sota el rei Alfons X de Castella, Toledo va augmentar la seva importància com a centre de traducció. Insistint que la producció traduïda fos "llanos de entender" ("fàcil d'entendre"), van arribar a una audiència molt més àmplia tant dins d'Espanya com en altres països europeus. Erudits estrangers d'Itàlia, Alemanya, Anglaterra o els Països Baixos, es van traslladar a Toledo per traduir-hi textos mèdics, religiosos, clàssics i filosòfics, els quals van permetre reprendre els coneixements adquirits als seus països. Altres van ser seleccionats i contractats amb sous molt elevats pel mateix rei de molts llocs d'Espanya, com Sevilla o Còrdova i llocs estrangers com Gasconia o París.
Miquel Scot (c. 1175-1232) va traduir les obres d'al-Bitrují (Alpetragius) en 1217. També l'obra d'al-Bitrují Sobre els moviments dels cels, i la d'Averrois amb els comentaris influents en els treballs científics de Aristòtil.

### Traductors tardans
David el jueu (c. 1228–1245) va traduir al llatí les obres d'al-Razi (Rhazes). Les traduccions d'Arnau de Villanova (1235-1313) inclouen les obres de Galè i Avicenna (incloent-hi el seu Maqala fi-ahkam al-adwiya al-qalbiya com De viribus cordis), el De medicinis simplicibus d'Abu-s-Salt (Albuzali), i De physicis ligaturis de Costa ben Luca.
Al segle xiii, Portugal, Giles de Vozuela, va traduir la medicina De secretis de Rhazes , Aphorismi Rasis i l'obra mèdica De secretis de Joan Mesue. A Múrcia, Rufi d Alexandria va traduir el Liber questionum medicinalium discentium en medicina de Hunayn ibn Ishaq (Hunen), i Dominicus Marrochinus va traduir l'Epistola de cognitione infirmatum oculorum d'Ali Ibn Isa (Jesu Haly). Al segle xiv a Lleida, Joan Jacobi va traduir l'obra mèdica d'Alcoati Liber de la figura del uyl al català i després al llatí.
Willem van Moerbeke, conegut al món de parla anglesa com a William de Moerbeke (c. 1215–1286) va ser un prolífic traductor medieval de textos filosòfics, mèdics i científics del grec al llatí. A petició de Tomàs d'Aquino, per això se suposa —tot i que el document font no és clar— va realitzar una traducció completa de les obres d'Aristòtil, i per a algunes porcions, una revisió de les traduccions existents. Va ser el primer traductor de la Política (c. 1260) del grec al llatí. El motiu de la sol·licitud va ser que les moltes còpies d'Aristòtil en llatí llavors en circulació s'havien originat a Espanya (vegeu Gerard de Cremona). Es va suposar que aquestes traduccions anteriors van ser influenciades pels racionalisme d'Averrois, que se sospitava que eren una font d'errors filosòfics i teològics trobats en les anteriors traduccions d'Aristòtil. Les traduccions de Moerbeke han tingut una llarga història. Van ser clàssics del segle xiv, quan Henricus Hervodius va cridar l'atenció sobre el seu valor perdurable: eren literals (de verbo in verbo), fidels a l'esperit d'Aristòtil i sense elegància. Per a diverses de les traduccions de William, els textos grecs han desaparegut des de llavors: sense ell es perdrien les seves obres. William també va traduir tractats matemàtics d'Heró d'Alexandria i Arquimedes. Especialment important va ser la seva traducció dels Elements Teològics de Procle (feta el 1268), perquè els Elements Teològics són una de les fonts fonamentals dels corrents filosòfics neoplatònics ressuscitats del segle xiii. La col·lecció vaticana conserva la còpia pròpia de William de la traducció que va fer del més gran matemàtic hel·lenístic, Arquimedes, amb comentaris d'Eutoci, que es va fer el 1269 a la cort papal de Viterbo. William va consultar dos dels millors manuscrits grecs d'Arquimedes, ambdós desapareguts des de llavors.

## Altres traductors europeus
Les traduccions al llatí d'Adelard de Bath (fl. 1116–1142) van incloure les obres astronòmiques i trigonomètriques d'Al-Khwarizmi, taules astronòmiques, i la seva obra aritmètica Liber ysagogarum Alchorismi, la Introducció a l'astrologia d'Abu Ma'shar, així com els elements d' Euclides. Adelard es va associar amb altres estudiosos de l'Anglaterra occidental com Pedro Alfonso i Walcher de Malvern que van traduir i desenvolupar els conceptes astronòmics portats d'Espanya. Durant aquest període, l ' Àlgebra d' Abu Kamil també es va traduir al llatí, però es desconeix el traductor de l'obra.
Les traduccions d'Alfred de Sareshel (c. 1200–1227) inclouen les obres de Nicolau Damascè i Hunayn ibn Ishaq. Entre les traduccions d'Antoni Frachentius Vicentinus, trobem les obres d'Ibn Sina (Avicenna). Entre les traduccions d'Armenguad s'inclouen les obres d'Avicenna, Averroes, Hunayn ibn Ishaq i Maimonides. Berengarius de Valentia va traduir les obres d'Abu-l-Qàssim az-Zahrawí (Abulcasis). Drogon (Azagont) va traduir les obres de al-Kindi. Farragut (Faradj ben Salam) va traduir les obres de Hunayn ibn Ishaq, Ibn Zezla (Byngezla), Masawaiyh (Mesue) i al-Razi (Rhazes). Les traduccions d'Andreas Alphagus Bellnensis inclouen les obres d'Avicenna, Averroes, Serapion, al-Qifti i Albe'thar.
Al segle xiii, Montpeller, Profatius i Bernardus Honofredi van traduir el kitab alaghdiya d'Ibn Zuhr (Avenzoar), així com el De regimine sanitatis. I Armengaudus Blasius va traduir al-Urjuza fi al-tibb, una obra que va combinava els escrits mèdics d'Avicenna i Averroes, coneguda com a Cantica cum commento.
Altres textos traduïts durant aquest període inclouen els treballs alquímics de Jābir ibn Hayyān (Geber), els tractats dels quals es van convertir en textos estàndard per als alquimistes europeus. S'inclouen Kitab al-Kimya (titulat Llibre de la composició de l'Alquimia a Europe), traduït per Robert de Chester (1144). El Kitab al-Sab'een traduït per Gerard de Cremona (abans de 1187), i el Llibre del regne, Llibre dels balanços i Llibre de mercuri oriental traduït per Marcellin Piere Eugène Berthelot. Una altra obra traduïda durant aquest període va ser De Proprietatibus Elementorum, un treball àrab sobre geologia escrit per un pseudo-Aristòtil. Un pseudo- Mesue 's De consolatione medicanarum simplicum, Antidotarium. Grabadin també va ser traduït al llatí per un traductor anònim.

## Llengües vernacles
Al segle xii, al sud de França i Itàlia, molts textos científics àrabs van ser traduïts a l'hebreu. França i Itàlia tenien grans comunitats jueves on es coneixia poc l'àrab i requerien traduccions per a proporcionar accés a la ciència àrab. La traducció de textos àrabs a l'hebreu va ser utilitzada pels traductors, com Profatius Judaeus, com a pas intermedi entre la traducció de l'àrab al llatí. Aquesta pràctica es va utilitzar més àmpliament des del segle xiii fins al XVI.

## Llista de traduccions
Aquesta llista es constitueix amb les traduccions de després del c. 1100 amb obres escrites originalment en grec.
- Hipòcrates i escola (segles V, IV a.C.))
  - Aforismes: Burgundi de Pisa, del grec, segle XII
  - Diversos tractats: Gerard de Cremona i d'altres, de l'àrab, Toledo, segle XII
  - Guillem de Moerbeke, de grec, després de 1260
- Aristòtil (384-322 a.C.))
  - Posterior Analytics (un document fundacional de la logica nova): dues versions del grec, segle XII; de l'àrab, Toledo, segle XII
  - Meteorologica (llibre 4): Henricus Aristippus, del grec, Sicília c. 1156
  - Physica, De Generatione et Corruption, Parva Naturalia, Metafísica (primers 4 llibres), De Anima: del grec, segle XII
  - Meteorològica (Llibres 1-3), Physica, Sobre el cel (De Cælo i Mundo), De Generatione et Corruptione: Gerard de Cremona, de l'àrab, Toledo, segle XII
  - De Animalibus (Historia animalium, De partibus animalium, De geneione animalium): Michael Scot, d'una traducció àrab del segle ix, Espanya c. 1217-20
  - Obres gairebé completes: William of Moerbeke, traduccions noves o revisades del grec c. 1260-71
- Euclides (c. 330-260 a.C.))
  - Elements (15 llibres, 13 genuïns): Adelard of Bath de l'àrab, c. 1126; revisat per Campanus de Novara, c. 1254
  - Optica i Catoptrica: del grec, probablement de Sicília
- Apoloni (segle III a.C.))
  - Conica: potser Gerard de Cremona, de l'àrab, segle XII
- Arquimedes (287-212 a.C.))
  - De Mensura Circuli: Gerard de Cremona, de l'àrab, Toledo, segle XII
  - De Iis quæ in Humido Vehuntur (Sobre els cossos flotants): William of Moerbeke del grec 1269
- Diòcles (segle II a.C.))
  - De Speculis Comburentibus (Sobre Mirallls cremats): Gerard de Cremona, de l'àrab, Toledo, segle XII
- Heró d'Alexandria (segle I a.C.) ?)
  - Pneumatica: del grec, Sicília, segle XII
  - Catoptrica (atribuïda a Ptolemeu a l'edat mitjana): Guillem de Moerbeke, del grec, després del 1260
- pseudo-Aristòtil
  - Mechanica: del grec, principis del segle xiii; Bartolomé de Messina, del grec, Sicília cap al 1260
  - De Plantis o De Vegetabilibus (ara atribuït a Nicolau de Damasc, segle i aC): Alfred de Sareshel, de l'àrab, Espanya probablement abans del 1200
- pseudo-euclides
  - Liber Euclidis de Ponderoso et Levi (sobre estàtiques): de l'àrab, segle XII
- Galè (129-200 d.C.))
  - Diversos tractats: el Burgundio de Pisa, del grec, c. 1185
  - Diversos tractats: Gerard de Cremona i d'altres, de l'àrab, Toledo, segle XII
  - Diversos tractats: Guillem de Moerbeke, del grec, 1277
- Ptolemeu (segle ii))
  - Almagest: del grec, Sicília c. 1160; Gerard de Cremona, de l'àrab, Toledo 1175
  - Icaptica: Eugeni de Palerm, de l'àrab, c. 1154
- Alexandre d'Afrodisies (fl. 193 -217 d.C.))
  - Comentari sobre la Meteorologica: Guillem de Moerbeke, del grec, segle xiii
  - De Motu et Tempore: Gerard de Cremona, de l'àrab, Toledo, segle XII
- Proclus (410-85 d.C.))
  - Physica Elementa (De motu): del grec, Sicília, segle XII
- Simplicius (segle VI d.C.))
  - Part del comentari de De Cælo et Mundo: Robert Grosseteste, del grec, segle xiii
  - Comentari sobre Physica: del segle xiii grec
  - Comentari sobre De Cælo et Mundo: Guillem de Moerbeke, del grec, 1271